# داريو بونيتي
داريو بونيتي (بالإيطالية: Dario Bonetti)‏ لاعب كرة قدم إيطالي في مركز الدفاع (ولد في 5 أغسطس 1961 في سان زينو نافيجليو، بريشيا، إيطاليا) لعب 12 موسم في دوري الدرجة الأولى الإيطالي، لأندية نادي روما ويوفنتوس وميلان.

## مسيرته الكروية
لعب داريو بونيتي خلال مسيرته الاحترافية مع 7 أندية في خمسة عشر موسمًا وسجل خلالها 9 أهداف ضمن 285 مباراة. حيث فاز في أربعة مواسم بالكأس ولم يفز بأي دوري.
خاض داريو بونيتي مسيرته مع نادي بريشيا في موسم 1978–79 ولمدة موسمين، مشاركًا في 29 مباراة سجل خلالها هدفين. ثم انتقل إلى نادي روما في موسم 1980–81 في المرة الأولى ولمدة موسمين ثم في موسم 1983–84 واستمر معه طيلة ثلاثة مواسم، حيث شارك طوالها في 104 مباراة سجل خلالها 3 أهداف. لينتقل بعدها إلى نادي سامبدوريا في موسم 1982–83 في المرة الأولى لمدة موسم واحد ثم في موسم 1991–92 لمدة موسم واحد، مشاركًا طوالها في 41 مباراة ولم يسجل أي هدف. ثم انتقل إلى نادي إيه سي ميلان في موسم 1986–87 لمدة موسم واحد، مشاركًا في 23 مباراة ولم يسجل أي هدف أيضًا. هذا وانتقل لاحقًا إلى نادي هيلاس فيرونا في موسم 1987–88 ولمدة موسمين، مشاركًا في 40 مباراة سجل خلالها هدفًا واحدًا. ثم انتقل بعدها إلى نادي يوفنتوس في موسم 1989–90 ولمدة موسمين، مشاركًا في 39 مباراة سجل خلالها 3 أهداف. ليعود وينتقل من جديد، لكن هذه المرة إلى نادي سبال في موسم 1992–93 لمدة موسم واحد، مشاركًا في 9 مباريات ولم يسجل أي هدف.

## روابط خارجية
- داريو بونيتي على موقع قاعدة بيانات كرة القدم.إي يو (الإنجليزية)
- داريو بونيتي على موقع ناشيونال فوتبول تيمز (الإنجليزية)